# Simone Morand
 (novembre 2014).
Si vous disposez d'ouvrages ou d'articles de référence ou si vous connaissez des sites web de qualité traitant du thème abordé ici, merci de compléter l'article en donnant les références utiles à sa vérifiabilité et en les liant à la section « Notes et références ».
Simone Morand (5 janvier 1914 à Rennes - 26 décembre 2001 à Saint-Malo), est une professeure de musique française.

## Biographie
Elle commence à donner des cours de musique dès l'âge de 15 ans et obtient, en 1933, le premier prix du Conservatoire de Musique de Rennes.
Passionnée de culture gallèse, elle œuvre pour sa sauvegarde. 
En 1935, elle sillonne la campagne afin de recueillir auprès des habitants, les danses et musiques traditionnelles, dont l’usage était déjà en voie de disparition, publiant ses premiers recueils en 1936 et 1937.
Elle est cofondatrice, en 1937, du Groupe Gallo Breton de Rennes, contribuant notamment à la relance de la vielle en Haute Bretagne.
Elle est ensuite professeure de musique à l'École normale de Quimper et s'intéresse alors aux traditions populaires de la Basse Bretagne, notamment aux costumes et aux coiffes, ainsi qu'à la cuisine traditionnelle, tenant pendant 6 ans à partir de 1960 une chronique gastronomique dans Le Télégramme et publiant en 1965 Gastronomie bretonne d' hier et d'aujourd'hui.
Simone Morand participe, en 1979, à la création de l’écomusée de Montfort-sur-Meu et en assure la direction de 1980 à 1983. C’est alors qu’elle ouvre un « atelier poupées », pour mener la réalisation de la splendide collection des costumes traditionnels de Haute-Bretagne, toujours visible dans la Tour du Papegault, à l’écomusée.
Autrice de nombreux ouvrages, elle sauve de l‘oubli chansons, musiques, traditions, costumes et recettes de cuisine du terroir. En 1977, elle créé le cocktail La Godinette, à l'occasion de la Fête de la Gallésie de Monterfil.
En 1982, alors qu'elle est revenue vivre à Rennes, elle fonde l'association des Amis de Paul Féval. 
Elle repose à Domloup, dans la chapelle funéraire de l'enclos paroissial, seul vestige de la demeure de sa belle-famille, les Petit de Voize.
Son nom a été donné à la médiathèque du complexe Waldeck-Rousseau de Domloup.